# Adhemarius blanchardorum

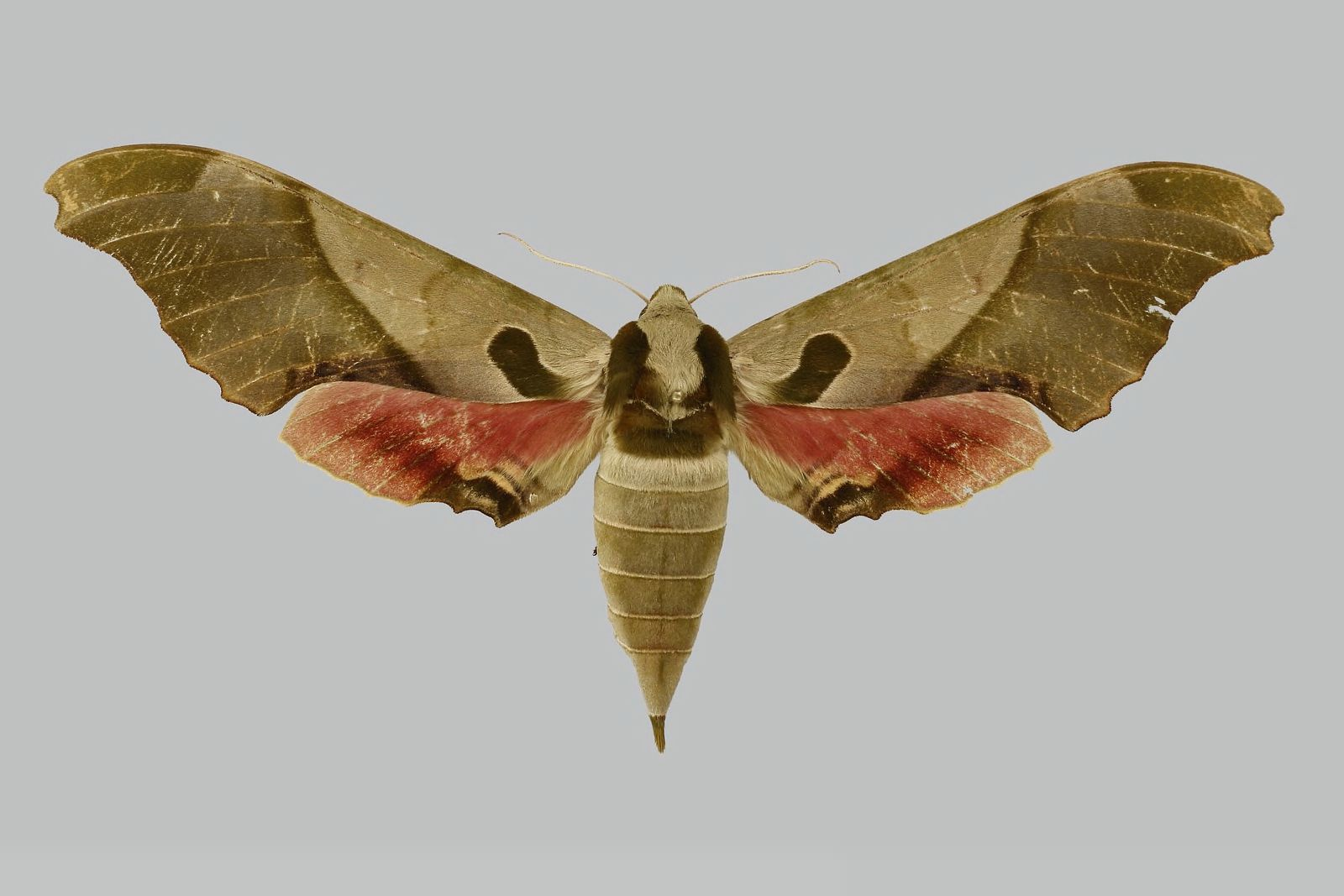
Adhemarius blanchardorum, Weibchen

Adhemarius blanchardorum ist ein Schmetterling (Nachtfalter) aus der Familie der Schwärmer (Sphingidae). Für eine nordamerikanische Schwärmerart wurde sie trotz ihrer auffälligen Erscheinung verhältnismäßig spät erstbeschrieben. Sie wird nur selten gefangen und ist bisher auch nur aus einem sehr kleinen Verbreitungsgebiet bekannt. Die Art ist nahe mit Adhemarius globifer verwandt, die angrenzend an das Verbreitungsgebiet von Adhemarius blanchardorum im Norden Mexikos vorkommt. Es ist denkbar, dass diese beiden Arten konspezifisch sind, dies ist aber noch nicht hinreichend erforscht. Die Präimaginalstadien sind unbekannt.

## Merkmale
Die Falter haben eine Vorderflügellänge von 43 bis 53 Millimetern. Sie sind in ihrer Färbung nicht variabel. Die Art kann in Nordamerika nur mit Protambulyx strigilis verwechselt werden. Von dieser unterscheidet sich die Art jedoch deutlich durch ihre kräftigen, grünen Flecken und den dunklen großen Basalfleck auf den Vorderflügeln. Die eher unauffällig gemusterte ähnliche Art hat außerdem keinen stark konkav gekurvten Vorderflügelaußenrand.

## Vorkommen
Die Art ist bisher nur vom Panther Pass in etwa 1830 Meter Seehöhe und dem Green Gulch in etwa 1675 Meter Seehöhe in den Chisos Mountains im Big-Bend-Nationalpark in Texas bekannt. Aus den angrenzenden Bergen Mexikos gibt es keine Nachweise, was aber möglicherweise auch daran liegt, dass die Art dort nur unzureichend gesucht wurde.
Die bisher gefundenen Tiere besiedelten eine einzelne, ziemlich tiefe Klamm, die von den harten Umwelteinflüssen der sie umgebenden Wüste und Trockenhügeln etwas geschützt liegt. Dort ist die Bodentemperatur durch Baumbewuchs verhältnismäßig niedrig und etwas feuchter, wodurch ein in den Chisos Mountains einzigartiges Mikroklima vorherrscht.

## Lebensweise
Hodges berichtet in seiner Erstbeschreibung, dass die Imagines Lichtfallen nur kurz vor Sonnenuntergang anflögen und später keine weiteren Tiere mehr dazukämen. Von anderen Forschern soll jedoch auch dokumentiert worden sein, dass die Falter bis etwa eine Stunde nach Sonnenuntergang vom Licht angezogen würden. Zwar besitzen die Falter nur einen etwa 21 Millimeter lange Saugrüssel, sie haben aber offenbar eine ausreichend gut entwickelte Muskulatur, um Nektar saugen zu können. Bisher wurde jedoch kein Exemplar beim Blütenbesuch gesichtet. Falter wurden bisher nur von Anfang Mai bis Anfang Juli gefangen, obwohl man dies auch im Spätsommer und Anfang Herbst versucht hat. Es scheint daher keine zweite Generation pro Jahr zu geben.
Trotz gezielter Suche sind die Präimaginalstadien der Art bisher unbekannt. Es wird jedoch davon ausgegangen, dass sie die üblichen Merkmale der Smerinthinae aufweisen. Zu den möglichen Nahrungspflanzen gibt es verschiedene Vermutungen, die sich daraus herleiten, dass man trotz intensiver Suche an jungen Trieben von verschiedensten Gehölzen in der Nähe von Plätzen, an denen man Falter gefangen hat, keine Raupen finden konnte. Es besteht also die Möglichkeit, dass sich die Art untypischerweise von einer Nadelholzart, einer niedrig wachsenden krautigen Pflanze oder von älteren Teilen von Gehölzen ernährt.

## Belege